# Лебідь (сузір'я)

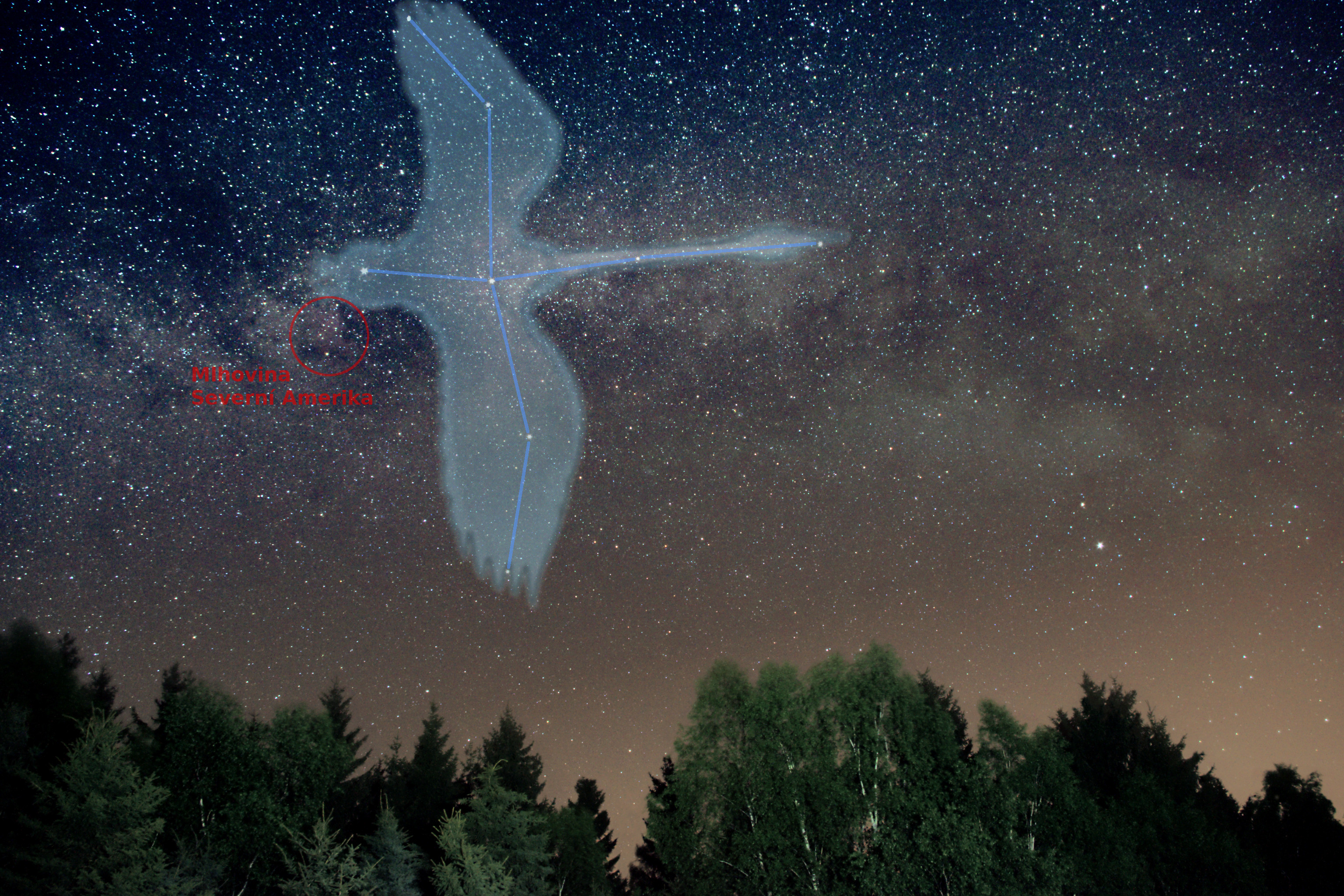
Лебідь неозброєним оком

Ле́бідь (лат. Cygnus) — сузір'я північної півкулі неба. Розташоване в смузі Чумацького Шляху.
Інші назви: грец. Κύκνος, араб. الدجاجة — Курка, також іноді називають Північний Хрест, за аналогією з Південний Хрест. Українська народна назва: Хрест.
Одне з 88 сучасних сузір'їв.
Відоме з античних часів, Клавдій Птолемей включив його в свій Альмагест — каталог зоряного неба.

## Об'єкти
Північний Хрест

Уявний лебідь

Найяскравіші зорі сузір'я утворюють фігуру, що нагадує Хрест:
- Денеб (α Cyg)- хвіст курки від. ар. ذنبالدجاجة anab ad-dajājah. Найяскравіша зірка сузір'я у видимому діапазоні. Видима зоряна величина — +1,25m, абсолютна — −8,73m спектральний клас: A2 Ia. Одна з 20 найяскравіших зір нічного неба. Відстань 3 200 світлових років
- Альбірео (β Cyg) — дзьоб курки від ар. al-Minhar al-Dajajah. Зоря є подвійною зорею. В 1976 було виявивлено, що компонент A і сам є тісною спектрально-подвійною зорею. Спектральні класи K3III і B0V видимі зоряні величини — 3.18m і 5.82m, абсолютні — −2.28. Період взаємного обертання 213,9 років; компонент В клас — B8Ve видима — 5.09m, абс. — −0.26m. Відстань — 390 св.р. Період обертання не менше 100 000 років. Через велику відстань між ними є сумніви чи це справді візуально-подвійна зоря чи лише оптично-подвійна зірка.
- Джанах (ε Cyg) — крило від ар. جناح janāħ. Подвійна зоря, компонент А яскравість — 2.50 абс. — 1.08 спектральний клас — K0 III, компаньйон B тьмяна зірка видимість — 13.40, абс. — 11.99, сп.кл. — M3 обертається за 50 000 р. відстань 72 св.р.
- δ Лебедя (δ Cyg) — з ар. міфів птиця Рух (رخ). видима — 2.87, абс. — −0.74, відстань — 171 св.р.
- Садр (γ Cyg) — груди від ар. صدر şadr. Пульсар з періодом 74d, видима — +2.23, абсолютна — −6.12, відстань бл. 1 300 св.р.

Інші об'єкти
- 61 Лебедя — одна з найближчих до нас зір (відстань до Сонця 11,4 св.р.) Це перший об'єкт з поза Сонячної системи, до якого було обчислено відстань. Зробив це 1838 року астроном Фрідріх-Вільгельм Бессель, блискуче підтвердивши теорії Джордано Бруно. Зоря є візуально-подвійною зорею: компонент А має спектральний клас K5 V, компонент В — K7 V. Період обертання бл. 650 років.
- Лебідь X-1 — одне з найяскравіших рентгенівських джерел на небосхилі, відкрите 1967 року. Вважається чорною дірою,

## Культура

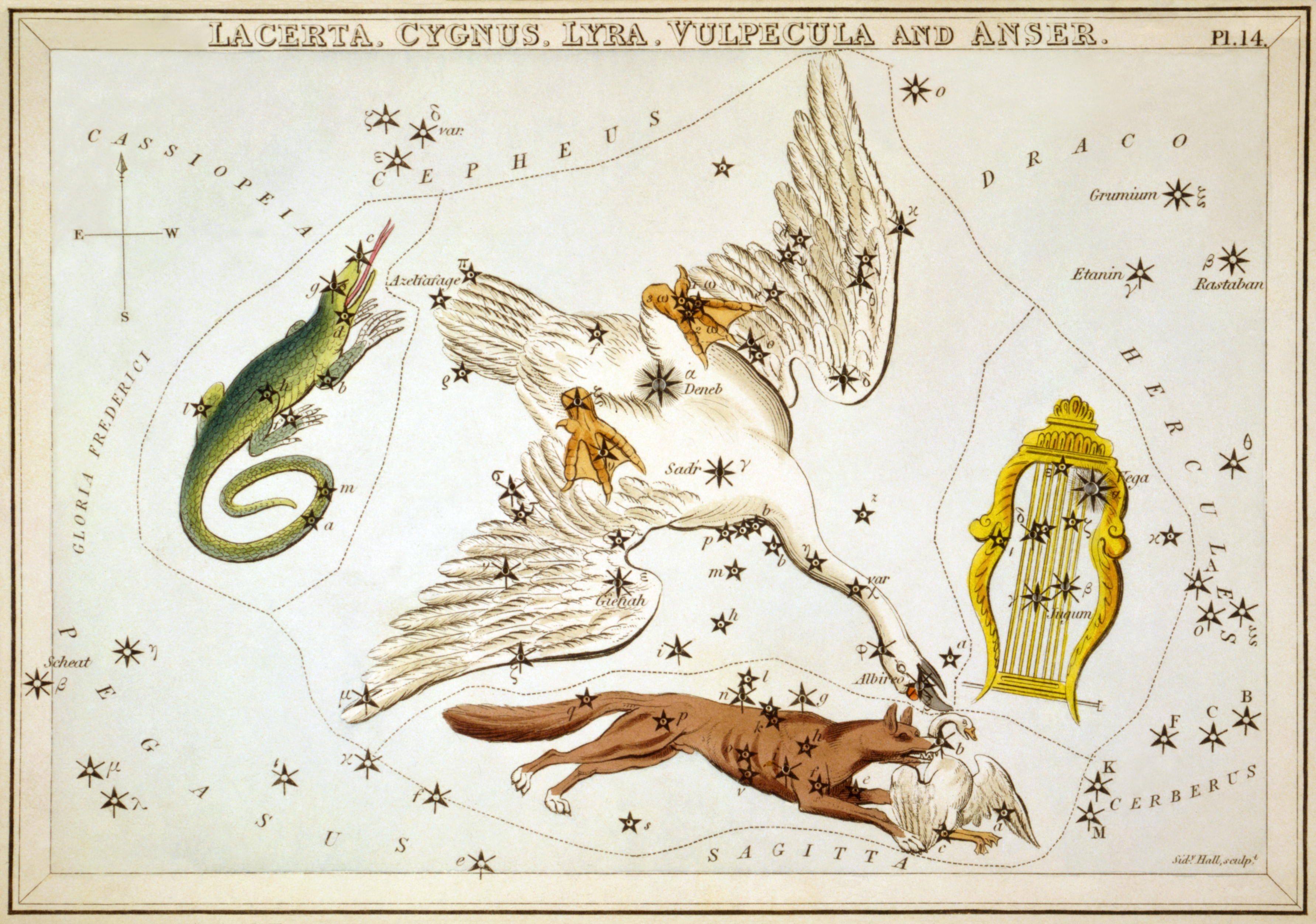
Сузір'я Лебідь, Лисиця з Гускою, Ящірка та Ліра із «Дзеркала Уранії», набору тематичних карток опублікованого у Лондоні, бл. 1825

Сузір'я є дуже популярним в фольклорі багатьох народів та в творах авторів
Давньогрецькі міфи
- Лебідь — це Зевс (Ζεύς), що перетворився на птаха задля здобуття прекрасної Леди (Λήδα) дружини короля Спарти (Σπάρτη).
- Лебідь — це Орфей (Ὀρφεύς), після смерті взятий на небо разом з Лірою. Кохав Аполлона (котрий і подарував йому ліру). Навчився настільки досконало грати на ній, що навіть звірі підкорялися йому, тому і на небі він не відпускає її.

Фантастика
- У циклі з семи романів американського письменника Айзека Азімова «Заснування» зоря 61 Лебедя розглядається як одна з імовірних пра-батьківщин людства.
- У романі американського письменника К. Д. Саймака «Знову й знову» («Time and Again», 1951), головний герой Ешер Саттон, провів у системі 61 Лебедя кілька років.
- У повісті братів Стругацьких «Пікнік на узбіччі» (1972), іншопланетяни з Денеба провели пікнік на Землі, після якого залишилося багато артефактів, які нелегально збирав головний герой Редрік Шугарт (Рэдрик Шухарт)

Українська література
- 1983 року видано роман українського письменника Юрія Косача під назвою «Сузір'я Лебедя».

## Інше
- На честь сузір'я отримав ім'я проектований космічний корабель «Cygnus».